# Форестдејл (Алабама)
Форестдејл (енгл. Forestdale) насељено је место без административног статуса у америчкој савезној држави Алабама.

## Демографија
По попису из 2010. године број становника је 10.162, што је 347 (-3,3%) становника мање него 2000. године.
| Група             | 2000.         | 2010.         |
| Белци             | 5.536 (52,7%) | 2.632 (25,9%) |
| Афроамериканци    | 4.826 (45,9%) | 7.260 (71,4%) |
| Азијати           | 37 (0,4%)     | 22 (0,2%)     |
| Хиспаноамериканци | 48 (0,5%)     | 142 (1,4%)    |
| Укупно            | 10.509        | 10.162        |